# Guembelia caespiticia
Guembelia caespiticia là một loài Rêu trong họ Grimmiaceae. Loài này được (Brid.) Müll. Hal. mô tả khoa học đầu tiên năm 1849.